# Loweria philocosma
Loweria philocosma är en fjärilsart som beskrevs av Oswald Beltram Lower 1915. Loweria philocosma ingår i släktet Loweria och familjen mätare. Inga underarter finns listade i Catalogue of Life.